# بوبي ماكولي
بوبي ماكولي (بالإنجليزية: Bobby McCulley)‏ هو مدرب كرة قدم ولاعب كرة قدم بريطاني في مركز الوسط، ولد في 2 ديسمبر 1952 في غلاسكو في المملكة المتحدة. لعب مع نادي آير يونايتد ونادي دمبرتون ونادي ستيرلينغ ألبيون ونادي ستيرلينغشير الشرقية ونادي فالكيرك وهاميلتون أكاديميكال.